# Willer
Willer (deutsch Weiler) ist eine französische Gemeinde mit 299 Einwohnern (Stand 1. Januar 2022) im Département Haut-Rhin in der Region Grand Est (bis 2015 Elsass). Sie gehört zum Kanton Altkirch und zum Gemeindeverband Sundgau.
Nachbargemeinden von Willer sind Hausgauen und Hundsbach im Norden, Franken im Nordosten, Steinsoultz im Südosten, Illtal im Süden, Henflingen im Südwesten sowie Bettendorf im Westen.
Die Stadt wurde am 30. Januar 1920 (nach anderen Quellen im Jahr 1923) mit dem Croix de Guerre 1914–1918 ausgezeichnet.
Willer liegt im Tälchen des Willerbachs (auch Gäschba genannt), der bei Bettendorf die Ill erreicht, im lössbedeckten Sundgauer Tertiärhügelland, im Bereich der pliozän-altpleistozänen Sundgauschotter. auch hier ist die bei vielen Sundgaubächen vorhandene Asymmetrie des Tals zu beobachten. Der stärker wetterexponierte, damit stärker erodierte Nordhang ist steiler als der unter dem Lössmantel sanfter geböschte Südhang.

## Geschichte
Spuren vorgeschichtlicher Besiedlung vom Neolithikum an. Hier verlief auch die Römerstraße von Mandeure nach Augst. 1195 urkundlich als Wilare erwähnt. Bis 1324 gehörte der Ort zur Grafschaft Pfirt, kam dann mit der Heirat der Johanna von Pfirt und Herzog Albrecht II. von Österreich an Habsburg. Im westfälischen Frieden 1648 ging es mit dem gesamten elsässischen Beitz der Habsburger an die französische Krone. 1871 bis 1918 gehörte es zum Reichland Elsass-Lothringen.
Der Senkelstein, heute im Museum in Altkirch, markierte die Gerichtsstätte der Grafen von Pfirt. Der von einem Graben umgebene Erdhügel am Burgenrain ist nicht näher gedeutet, geht aber jedenfalls nicht auf die Römer zurück.

## Bevölkerungsentwicklung

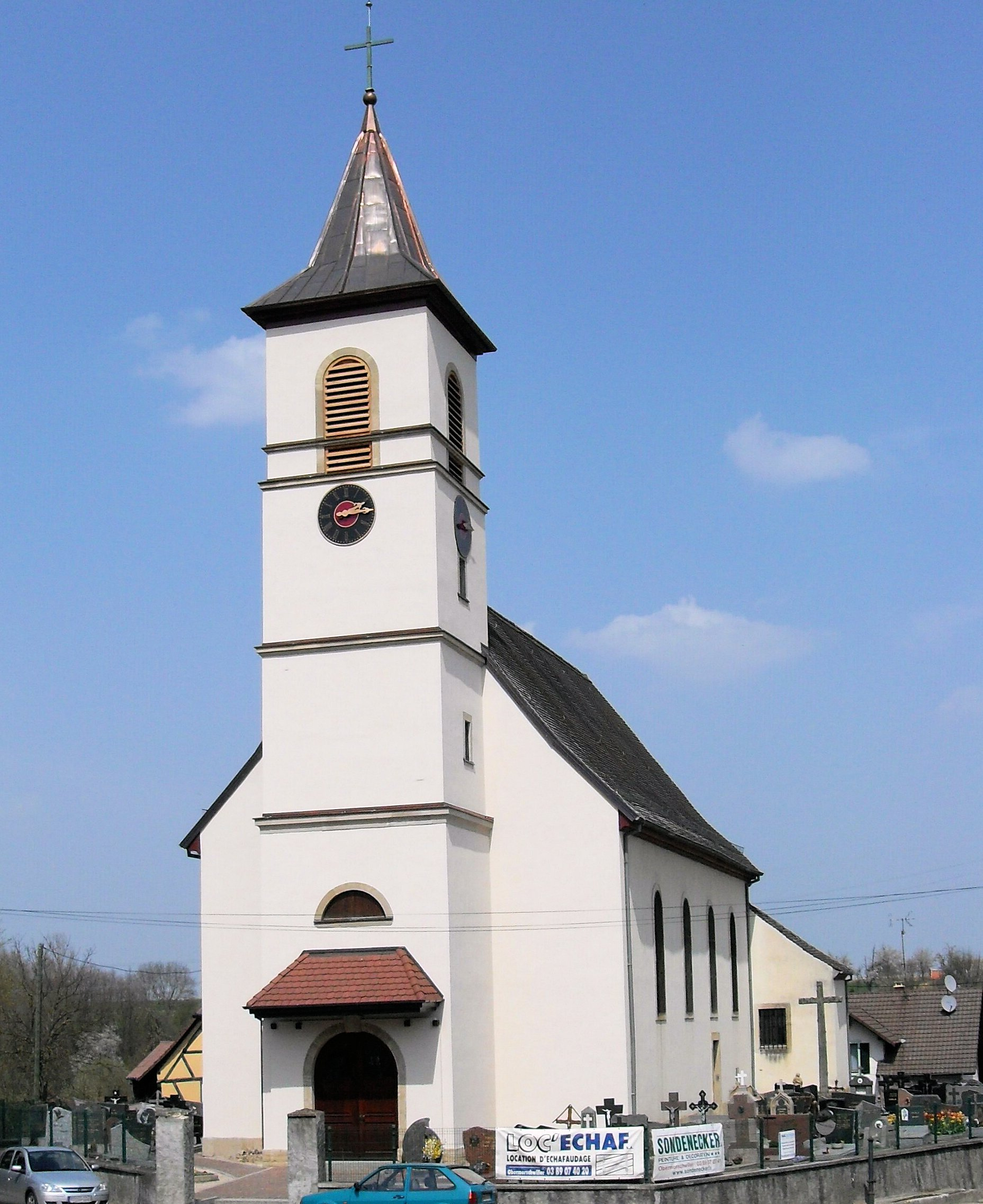
Kirche Mariä Himmelfahrt in Willer

| Jahr      | 1962 | 1968 | 1975 | 1982 | 1990 | 1999 | 2006 | 2017 |
| Einwohner | 361  | 362  | 350  | 343  | 316  | 303  | 325  | 308  |

## Bauwerke
Pfarrkirche N. D. de l' Assomption (Mariä Himmelfahrt), ein schlichter spätklassizistischer Bau von 1828 mit einer nicht bedeutenden aber harmonischen Innenausstattung des 19. Jahrhunderts. Stiehrs-Mockers-Orgel von 1863
Schulhaus (Mairie-École). Ein schlichter Walmdachbau mit Ecklisenen, Gurtgesims und betonter Fassadenmitte (Rundbogenfenster und -türen, Werksteinverkleidung.), erbaut 1850.
Zahlreiche gut erhaltene Fachwerkbauten aus dem 18. und 19. Jahrhundert, einige noch aus dem 17. Jahrhundert. Besonders beachtenswert die Rue des Seigneurs. Die älteren Häuser in der altertümlichen Stockwerkbauweise z. Bsp. Nr. 3 Rue des Seigneurs, die Laube nicht freitragend, sondern auf Pfosten. Ebenfalls noch in der Ständerbauweise das Nachbarhaus Nr. 5 oder Nr. 23 mit altertümlich weitabständigem Fachwerk mit traufwandhohen Wandständern und einer Langstrebe, dagegen das jüngere traufständige Haus Nr. 24 gegenüber in Rähmbauweise, wohl um 1800, mit engmaschigem, regelmäßigem Fachwerk.

## Söhne und Töchter des Ortes
- Eduard Köchlin (1833–1914), elsässischer Fabrikant und Politiker, 20 Jahre lang Bürgermeister von Weiler